# Cerdistus separatus
Cerdistus separatus là một loài ruồi trong họ Asilidae. Cerdistus separatus được Hardy miêu tả năm 1935. Loài này phân bố ở miền Australasia.